# Хејстингс (Минесота)
Хејстингс (енгл. Hastings) град је у америчкој савезној држави Минесота.

## Демографија
По попису из 2010. године број становника је 22.172, што је 3.968 (21,8%) становника више него 2000. године.
| Група             | 2000.          | 2010.          |
| Белци             | 17.570 (96,5%) | 20.555 (92,7%) |
| Афроамериканци    | 79 (0,4%)      | 361 (1,6%)     |
| Азијати           | 117 (0,6%)     | 201 (0,9%)     |
| Хиспаноамериканци | 207 (1,1%)     | 580 (2,6%)     |
| Укупно            | 18.204         | 22.172         |